# Mary Sweeney
Mary Sweeney est une monteuse et productrice américaine, née le 1er janvier 1953 .

## Biographie
Mary Sweeney est essentiellement connue pour sa collaboration avec le réalisateur David Lynch.
Elle est également, avec John Roach, la coscénariste d'Une histoire vraie (1999).

## Parcours

### Monteuse
- Twin Peaks série TV (1er épisode, saison 2, 1990)
- Twin Peaks: Fire Walk with Me (1992)
- Hotel Room série TV (1993)
- Lost Highway (1997)
- Une histoire vraie (The Straight Story) (1999)
- Mulholland Drive (2001)

### Assistante monteuse
- 1986 : Blue Velvet
- 1990 : Sailor et Lula (Wild at Heart)

### Productrice
- 1994 : Nadja
- 1997 : Lost Highway
- 1999 : Une histoire vraie (The Straight Story)
- 2001 : Mulholland Drive
- 2006 : Inland Empire

### Scénariste
- 1999 : Une histoire vraie (The Straight Story)

### Scripte
- 1990 : Sailor et Lula (Wild at Heart)
- 1990 : Twin Peaks (série télé) épisodes 2.1 et 2.2